# Liparetrus luteus
Liparetrus luteus är en skalbaggsart som beskrevs av Britton 1980. Liparetrus luteus ingår i släktet Liparetrus och familjen Melolonthidae. Inga underarter finns listade i Catalogue of Life.